# Celles-sur-Belle
Celles-sur-Belle – miejscowość i gmina we Francji, w regionie Nowa Akwitania, w departamencie Deux-Sèvres. W 2016 roku populacja ówczesnej gminy wynosiła 3834 mieszkańców. 
Dnia 1 stycznia 2019 roku połączono dwie wcześniejsze gminy: Saint-Médard oraz Celles-sur-Belle. Siedzibą gminy została miejscowość Celles-sur-Belle, a nowa gmina przyjęła jej nazwę. 